# Club Nacional de Football
Pour les articles homonymes, voir Nacional.
Ne doit pas être confondu avec Club Nacional.
Maillots
Actualités
Dernière mise à jour : 30 avril 2025.
Le Club Nacional de Football, connu comme le Nacional, est un club uruguayen omnisports basé à Montevideo, particulièrement connu pour les succès de sa section football.
Fondé le 14 mai 1899 par des universitaires uruguayens de la fusion des Uruguay Athletic Club et Montevideo Football Club, le Nacional a connu un grand succès national puis international. Il a remporté à trois reprises la Copa Libertadores et la Coupe intercontinentale (en 1971, 1980 et 1988), un record qu'il partage avec Boca Juniors, le Milan AC, le Real Madrid et Peñarol, son grand rival local avec lequel il dispute le Classique du football uruguayen et se partage la très grande majorité des éditions du championnat d'Uruguay.
Le club porte les couleurs rouge, bleue et blanche du drapeau de José Gervasio Artigas, un héros national du XIXe siècle. Le stade du Parque Central, le stade où il réside depuis 1901, se trouve par ailleurs à l'emplacement où Artigas fut nommé Jefe de los Orientales en 1811. Le Nacional revendique en décembre 2013 son 65 738e socio en français : « adhérent », un record en Uruguay.

## Historique
Le Club Nacional de Football est fondé le 14 mai 1899 chez Ernesto Caprario, de la fusion de l'Uruguay Athletic Club et du Montevideo Football Club. Le club dispute son premier match amical un mois plus tard contre l'Internacional sur le terrain de Punta de las Carretas. Deux ans plus tard, le club déménage au stade Gran Parque Central, inauguré en 1900.

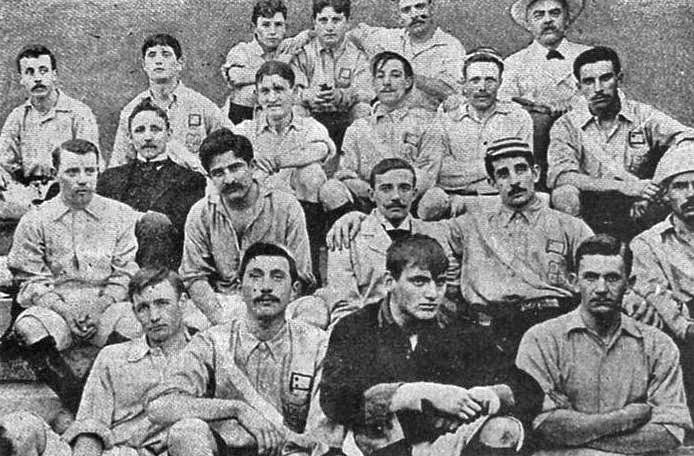
Sélection uruguayenne face à l'Argentine en 1903.

Animée par le talent des frères Céspedes (es), l'équipe du Nacional s'impose rapidement comme l'une des meilleures de la ville de Montevideo et le principal concurrent du Central Uruguay Railway Cricket Club (ancêtre du Peñarol), dont il est le dauphin à l'issue de la deuxième édition du championnat d'Uruguay en 1901. Les Tricolores remportent la compétition les deux années suivantes, et lorsque l'équipe d'Uruguay dispute son premier derby de la Plata face à l'Argentine, le 20 juillet 1902, huit joueurs du Nacional en font partie. Un an plus tard, c'est même la totalité de l'équipe du Nacional qui l'emporte sous les couleurs de la Celeste lors du match revanche.

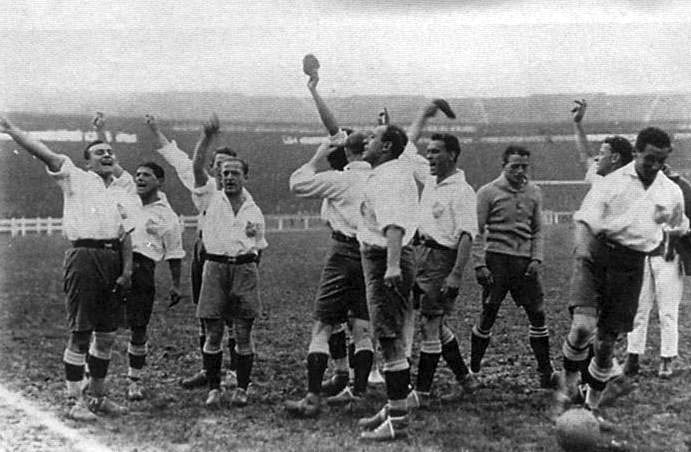
Tournée européenne du Nacional en 1925.

En 1905, le Nacional remporte la première édition de la Copa de Honor Cousenier, compétition organisée par les fédérations argentine et uruguayenne de football, face à l'Alumni Athletic Club. Il en remporte trois nouvelles éditions entre 1915 et 1917, ainsi que la Cup Tie Competition en 1913 et 1915. Cette même année, le club voit l'éclosion de Héctor Scarone, considéré comme l'un des meilleurs joueurs du football du monde d'avant-guerre, qui porte les couleurs du Nacional pendant quinze ans. En 1916, le club remporte la première édition de la Copa Aldao, qui oppose dès lors les champions argentins et uruguayens. Avec la conquête de cinq des dix-huit éditions disputées jusqu'en 1947, le Nacional partage avec le River Plate le record du nombre de succès.
Le club forme par ailleurs la colonne vertébrale de la sélection uruguayenne, qui remporte les Jeux olympiques de 1924 et 1928, puis la première Coupe du monde de football, disputée en Uruguay en 1930. Comme son rival du Peñarol, le club réalise de longues tournées à travers le monde, par exemple en 1925 où le Nacional dispute 38 matches dans neuf pays d'Europe, remportant 26 victoires pour cinq défaites,.

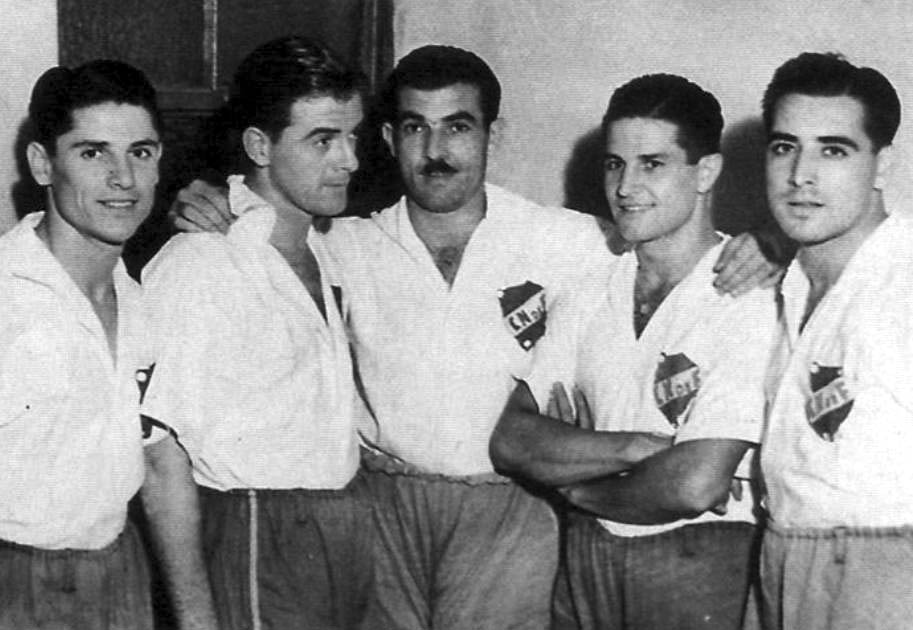
Attaque du Nacional vainqueur du premier Quinquenio, avec de gauche à droite : Luis Volpi, Aníbal Ciocca, Atilio García, Ballesteros et Bibiano Zapirain.

À partir de l'avènement du professionnalisme en Uruguay, en 1931, le club perd sur la durée sa position de numéro 1 sur le football uruguayen au profit de son rival, mais remporte toujours malgré tout régulièrement le championnat national, comme entre 1939 et 1943 où il remporte le premier Quinquenio du football uruguayen (connu comme le « Quinquenio de Oro (es) ». Le duel entre les deux institutions devient le classique et la finale du football uruguayen, disputé au stade Centenario, construit pour la coupe du monde de 1930. En 1950, le Nacional fournit encore de nombreux joueurs à la sélection uruguayenne championne du monde.
En 1962, le club découvre la Copa Libertadores dont il est éliminé en demi-finale par son rival aurinegro, double tenant du titre, à la différence de buts. Trois fois finaliste de la Copa Libertadores dans les années 1960 (1964, 1967 et 1969), le Nacional remporte son premier trophée continental en 1971, face à Estudiantes de La Plata lors d'une finale disputée à Lima au Pérou. Qualifié pour la Coupe intercontinentale 1971, le Nacional obtient le nul sur le terrain du Panathinaïkos (dauphin de l'Ajax Amsterdam, champion d'Europe mais forfait) lors d'un match heurté avant de remporter le match retour (2-1) grâce à deux buts de Luis Artime. L'année suivante, le Nacional remporte également la Copa Interamericana face aux Mexicains de Cruz Azul.
En 1980, les Tricolores remportent une seconde Copa Libertadores face aux Brésiliens de l’Internacional, au stade Centenario, grâce à un but de Waldemar Victorino… qui offre quelques mois plus tard la victoire en Coupe intercontinentale face aux Anglais de Nottingham Forest, à Tokyo.
En 1988, le Nacional remporte une troisième fois le trophée continental, face à Newell's Old Boys (3-0). Opposés au PSV Eindhoven de Guus Hiddink en Coupe intercontinentale, les Uruguayens l'emportent aux tirs au but (après un match nul 2-2), ce qui en fait le club le plus titré avec Boca Juniors, le Milan AC, le Real Madrid et le Peñarol. L'année suivante, le Nacional remporte une deuxième fois la Copa Interamericana face au Club Deportivo Olimpia et la Recopa Sudamericana face au Racing d'Avellaneda.
Depuis lors, comme son alter ego du Peñarol, le Nacional subit l'inflation financière du football mondial sans pouvoir l'accompagner, ce qui lui interdit de nourrir de nouvelles ambitions continentales. Par ailleurs, le duo est contesté sur le plan intérieur : le championnat d'Uruguay, qui n'avait jamais échappé au début depuis l'avènement du professionnalisme, est remporté en 1984 par Central Español, puis entre 1987 et 1991 par de nouvelles équipes. Entre 1993 et 1997, le Nacional, qui traverse une crise financière, assiste au deuxième « Quinquenio » de son rival, qui connaît bientôt à son tour des soucis économiques.
Renforcés par le retour au pays de l'attaquant Rubén Sosa en 1997, les Tricolores remportent le titre de 1998 et reprennent l'ascendant sur la scène domestique, dont ils enlèvent six titres de champion entre 2000 et 2009. De plus, le Nacional est la seule équipe d'Uruguay à réaliser des parcours intéressants en Copa Libertadores dans les années 2000, avec un quart de finale en 2002 (perdue face au Grêmio) et 2007, et une demi-finale en 2009 (perdue face à Estudiantes de La Plata).

## Palmarès
| Titres nationaux | Titres internationaux |
| - Championnat d'Uruguay (49) - Champion : 1902, 1903, 1912, 1915, 1916, 1917, 1919, 1920, 1922, 1923, 1924, 1933, 1934, 1939, 1940, 1941, 1942, 1943, 1946, 1947, 1950, 1952, 1955, 1956, 1957, 1963, 1966, 1969, 1970, 1971, 1972, 1977, 1980, 1983, 1992, 1998, 2000, 2001, 2002, 2005, 2006, 2009, 2011, 2012, 2015, 2016, 2019, 2020 et 2022. - Supercoupe d'Uruguay (3) - Vainqueur : 2019, 2021 et 2025 | - Copa Aldao (5) - Vainqueur : 1916, 1919, 1920, 1940 et 1946 - Copa de Honor Cousenier (4) - Vainqueur : 1905, 1915, 1916 et 1917 - Cup Tie Competition (2) - Vainqueur : 1913 et 1915 - Copa de Confraternidad Escobar - Gerona (1) - Vainqueur : 1945 - Coupe intercontinentale (3) - Vainqueur : 1971, 1980 et 1988. - Recopa Sudamericana (1) - Vainqueur : 1989 - Copa Libertadores (3) - Vainqueur : 1971, 1980 et 1988. - Finaliste : 1964, 1967 et 1969. - Copa Interamericana (2) - Vainqueur : 1972 et 1989 - Finaliste : 1981 |

## Identité

Drapeau d'Artigas.

Les couleurs du Nacional sont le bleu, le blanc et le rouge, issues de la fusion du Montevideo Football Club (rouge), d'Uruguay Athletic (bleu) et plus tard de Defensa (blanc). Ces couleurs correspondant de plus au drapeau d'Artigas, héros uruguayen du XIXe siècle. Par conséquent, depuis 1902 le maillot « domicile » est blanc, alors que le maillot extérieur est rouge (couleur du maillot domicile avant 1902). Le short et les bas sont bleus ou blancs selon les saisons.
| Maillot domicile | Maillot extérieur |

Les membres du Nacional sont surnommés par conséquent les « tricolores ». Ils sont par ailleurs connus également comme les « bolsilludos », ou « bolsos», la tunique du club étant traditionnellement dotée d'une petite poche (bolsillo signifiant en français : « pochette »).
L'écusson du club, inchangé depuis la fondation du club, est défini dans ses statuts de la façon suivante : « sur un fond bleu, une bande diagonale blanc sur laquelle est inscrit de gauche à droit en couleur rouge les initiales du club C. N. de F. ».

## Infrastructures

### Stades

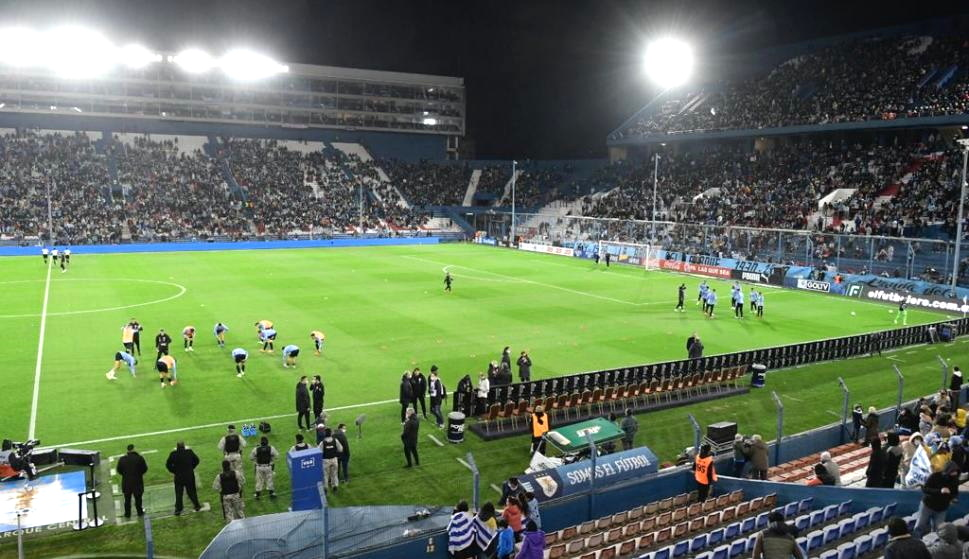
Entrée de Gran Parque Central.

Le club est propriétaire du Gran Parque Central, inauguré en 1900 et dont il est résident depuis 1901. Située dans le quartier de la Blanqueada, l'enceinte a été rénovée à de nombreuses reprises au cours du XXe siècle, par exemple pour la première Coupe du monde en 1930, dont elle accueille le premier match (États-Unis-Belgique) en même temps que le stade Pocitos.
À la suite des derniers travaux en 2005, la capacité du stade a été portée à 26 500 places. Par ailleurs, le stade abrite un complexe sportif comprenant des terrains de gymnastique, de basketball, des chambres, etc.
Étant donné la capacité relativement limitée du Gran Parque Central, les derbys avec Peñarol et les matches de Copa Libertadores sont joués au stade Centenario.

### Installations
Le siège social du club, connu comme le « Palacio de Cristal », se trouve à proximité du Gran Parque Central, dans le centre de Montevideo. Inauguré en 1957 sous la présidence de José Añón, c'est alors un bâtiment novateur, où est installée notamment la salle des trophées du Nacional
Le Nacional est aussi propriétaire d'un centre d'entraînement, le « complejo deportivo Los Céspedes », à une douzaine de kilomètres de Montevideo. Acquis en 1968 sous la présidence de Don Miguel Restuccia, ce centre doit son nom à la famille Céspedes, dont l'action fut déterminante lors des premières années du club. Sur douze hectares, les joueurs du Nacional, de l'équipe première au centre de formation, y trouvent cinq terrains de football ainsi que les installations complètes d'un club moderne.
Dans les années 2000, le club a mis l'accent sur la formation, qui s'est traduite par l'éclosion en équipe première de nombreux joueurs comme Diego Lugano, Juan Ángel Albín, Gonzalo Castro, Sebastián Viera, Mauricio Victorino, Carlos Valdez, Luis Suárez, Bruno Fornaroli, Mathías Cardaccio, Diego Arismendi, Nicolás Lodeiro, Santiago García ou encore Sebastián Coates.

### Situation financière
Pénalisé par la faiblesse structurelle du championnat uruguayen, appuyé sur un pays de trois millions et demi d'habitants, le Nacional n'a pas su suivre l'explosion financière du football mondial des années 1990 et 2000. Après une décennie difficile, les années 2000 marquent cependant la domination financière du club sur la scène domestique.
Lors de la saison 2004-2005, le club prévoit un budget de 6,5 millions de dollars, environ cinq fois moins que le prestigieux Boca Juniors de Buenos Aires, mais deux fois plus que son rival de Peñarol, embourbé dans une grave crise financière. Cette saison-là, 40 % du budget provient cependant de la vente de joueurs.

## Personnalités du club

### Présidents
Les présidents du Nacional, comme les autres membres de la commission sportive, sont élus tous les trois ans par les socios du club. En 2006, Ricardo Alarcón est ainsi choisi avec comme projet le développement culturel et populaire du club, prévoyant l'augmentation du nombre de socios, l'agrandissement du stade et un effort sur la formation de jeunes footballeurs, dont le produit de la vente à l'étranger permet de renforcer le club financièrement.
Au cours de son histoire, le club a connu les présidents suivants :
| Président               | Années    |
| ----------------------- | --------- |
| Sebastián Puppo         | 1899      |
| Jorge A. Ballestero     | 1900      |
| Bernardino Daglio       | 1901      |
| Carlos Carve Urioste    | 1902      |
| Domingo Prat            | 1903-1904 |
| Luis Laventure          | 1905      |
| José María Reyes Lerena | 1906-1907 |
| Domingo Prat            | 1908      |
| Francisco Del Campo     | 1909      |
| Domingo Prat            | 1910      |
| José María Delgado      | 1911-1921 |
| Rodolfo Bermúdez        | 1922-1923 |
| Numa Pesquera           | 1923-1925 |
| Ramón Pedro Díaz        | 1926      |
| Oscar Bottini           | 1927      |

| Président                 | Années    |
| ------------------------- | --------- |
| Melitón Romero            | 1928      |
| José María Delgado        | 1929-1932 |
| Rodolfo Bermúdez          | 1933      |
| Atilio Narancio           | 1934-1935 |
| José María Reyes Lerena   | 1936      |
| Aníbal Zapicán Falco      | 1937      |
| Raúl Blengio Salvo        | 1938      |
| Atilio Narancio           | 1939      |
| Rodolfo Gorriti           | 1940-1945 |
| Roberto Espil             | 1946-1949 |
| Gregorio Baldizán         | 1950-1951 |
| Santiago De Brum Carbajal | 1952-1953 |
| Manuel González           | 1953-1954 |
| José Añón                 | 1955-1961 |
| Eduardo Pons Echeverry    | 1962-1967 |

| Président              | Années    |
| ---------------------- | --------- |
| Miguel Restuccia       | 1968-1979 |
| Justo Alonso Leguísamo | 1979-1980 |
| Dante Iocco            | 1980-1982 |
| Rodolfo Sienra         | 1983-1985 |
| Mario Garbarino        | 1986-1988 |
| Roberto Recalt         | 1989-1991 |
| Ceferino Rodríguez     | 1992-1997 |
| Dante Iocco            | 1998-2000 |
| Eduardo Ache           | 2001-2006 |
| Víctor Della Valle     | 2006      |
| Ricardo Alarcón        | 2006-2012 |
| Eduardo Ache           | 2013-2015 |
| José Luis Rodríguez    | 2016-2018 |
| José Decurnex          | 2019      |

### Entraîneurs
Avec l'avènement du professionnalisme en 1932 vient l'officialisation du poste d'entraîneur. Le Nacional a, comme de nombreux autres clubs d'Amérique du Sud, fait de la fonction d'entraîneur un poste subissant une grande pression populaire, et donc relativement précaire (la longévité d'un entraîneur dépasse rarement deux saisons). Les dirigeants du club font d'ailleurs couramment appel à d'anciens joueurs du club ou d'anciens entraîneurs du club sur le retour.
Les trois épopées du club ont été réalisées sous la direction des entraîneurs suivants :
- Washington Etchamendi (1971), vainqueur de la Copa Libertadores et de la Coupe intercontinentale en 1971
- Juan Mujica (1980-1981), vainqueur de la Copa Libertadores et de la Coupe intercontinentale en 1980
- Roberto Fleitas (1987-1992, 1997), vainqueur de la Copa Libertadores et de la Coupe intercontinentale en 1988

Par leur palmarès, les entraîneurs suivants peuvent également être considérés comme emblématiques de l'histoire du club :
- Héctor Castro (1939-1943, 1952), cinq fois vainqueur du championnat d'Uruguay
- Enrique Fernández Viola (1946, 1950–52), double vainqueur du championnat d'Uruguay
- Ondino Viera (1955-1960), trois fois vainqueur du championnat d'Uruguay
- Héctor Núñez (1989), vainqueur de la Recopa Sudamericana et de la Copa Interamericana en 1989
- Hugo de León (1998-2001), trois fois vainqueur du championnat d'Uruguay

### Joueurs emblématiques
Le footballeur ayant disputé le plus de matchs pour le Nacional est le défenseur uruguayen Emilio Álvarez (surnommé Cococho Álvarez), avec 511 matchs entre 1959 et 1970, tandis que le meilleur buteur du club est l'Argentin Atilio García avec 486 buts toutes compétitions confondues.
| Joueurs                | Matchs |
| ---------------------- | ------ |
| Emilio Álvarez         | 511    |
| Oscar Morales          | 379    |
| Aníbal Paz             | 358    |
| Atilio García          | 324    |
| Alfredo Foglino        | 312    |
| José Vanzzino          | 302    |
| Julio César Morales    | 297    |
| Emilio Álvarez         | 292    |
| Fabián Coelho          | 280    |
| Julio Montero Castillo | 278    |

L'attaquant Héctor Scarone, considéré comme un des meilleurs joueurs du monde avant-guerre, a évolué au club de 1916 à 1939 (une amplitude record de 22 ans), en trois périodes, pour 289 buts en 369 matchs.
| Joueurs             | Buts |
| ------------------- | ---- |
| Atilio García       | 486  |
| Héctor Scarone      | 289  |
| Julio César Morales | 191  |
| Ángel Romano        | 164  |
| Carlos Scarone      | 162  |
| Luis Artime         | 156  |
| Juan Carlos Mamelli | 156  |
| Aníbal Ciocca       | 155  |
| Pedro Petrone       | 152  |
| Héctor Castro       | 145  |

Sur son site officiel, le Nacional a sélectionné sept autres joueurs comme des Figuras de l'histoire du club :
- Carlos Céspedes, attaquant spectaculaire des débuts du club, dont il contribue au succès aux côtés de ses deux frères Amílcar et Bolívar. Bolívar et Carlos décèdent de la variole en 1905, à 21 et 20 ans.
- Alfredo Foglino, attaquant des années 1910 et 1920, capitaine pendant dix saisons.
- José Nasazzi, capitaine de la sélection dans les années 1920, termine sa carrière au Nacional (de 1933 à 1938), où il fait partie de la Maquina blanca.
- Aníbal Paz, gardien de but de 1939 à 1953 (471 matchs).
- Schubert Gambetta, défenseur de 1940 à 1956, dix fois champion d'Uruguay et vainqueur de la Coupe du monde 1950.
- Hugo de León, défenseur formé au Nacional, il y remporte la Copa Libertadores et la Coupe intercontinentale en 1980 et 1988, tout en réalisant une carrière internationale.
- Víctor Espárrago, milieu de terrain du Nacional de 1966 à 1973 puis de 1979 à 1981, il y remporte la Copa Libertadores et la Coupe intercontinentale en 1971 et 1980.

### Les internationaux uruguayens
Les liens entre le Club Nacional de Football et la sélection uruguayenne sont traditionnellement ténus. En 1903, la sélection uruguayenne, composée uniquement de joueurs du Nacional, connaît la première victoire de son histoire face à l'Argentine (3-2). Le Nacional serait le seul club dont des joueurs ont participé à toutes les victoires de la sélection.
Il apparaît que le Nacional est le club le plus représenté dans la sélection uruguayenne qui remporte les Jeux olympiques de 1924 et de 1928, puis la Coupe du monde de 1930. Les Tricolores vainqueurs de tournois mondiaux sont les suivants :
| JO 1924 | JO 1928 | CM 1930 | CM 1950                                                                        |
| --- | --- | --- | ------------------------------------------------------------------------------ |
| - Andrés Mazali - Alfredo Zibechi - José Andrade - Santos Urdinarán - Héctor Scarone - Ángel Romano - Pascual Somma | - Andrés Mazali - Santos Urdinarán - Héctor Scarone - José Andrade - Pedro Cea - Juan Píriz - Héctor Castro - Pedro Petrone | - Santos Urdinarán - Héctor Scarone - José Andrade - Emilio Recoba - Pedro Cea - Héctor Castro - Zoilo Saldombide - Pedro Petrone - Conduelo Píriz | - Aníbal Paz - Eusebio Tejera - Schubert Gambetta - Julio Pérez - Rodolfo Pini |

## Culture populaire

### Supporters

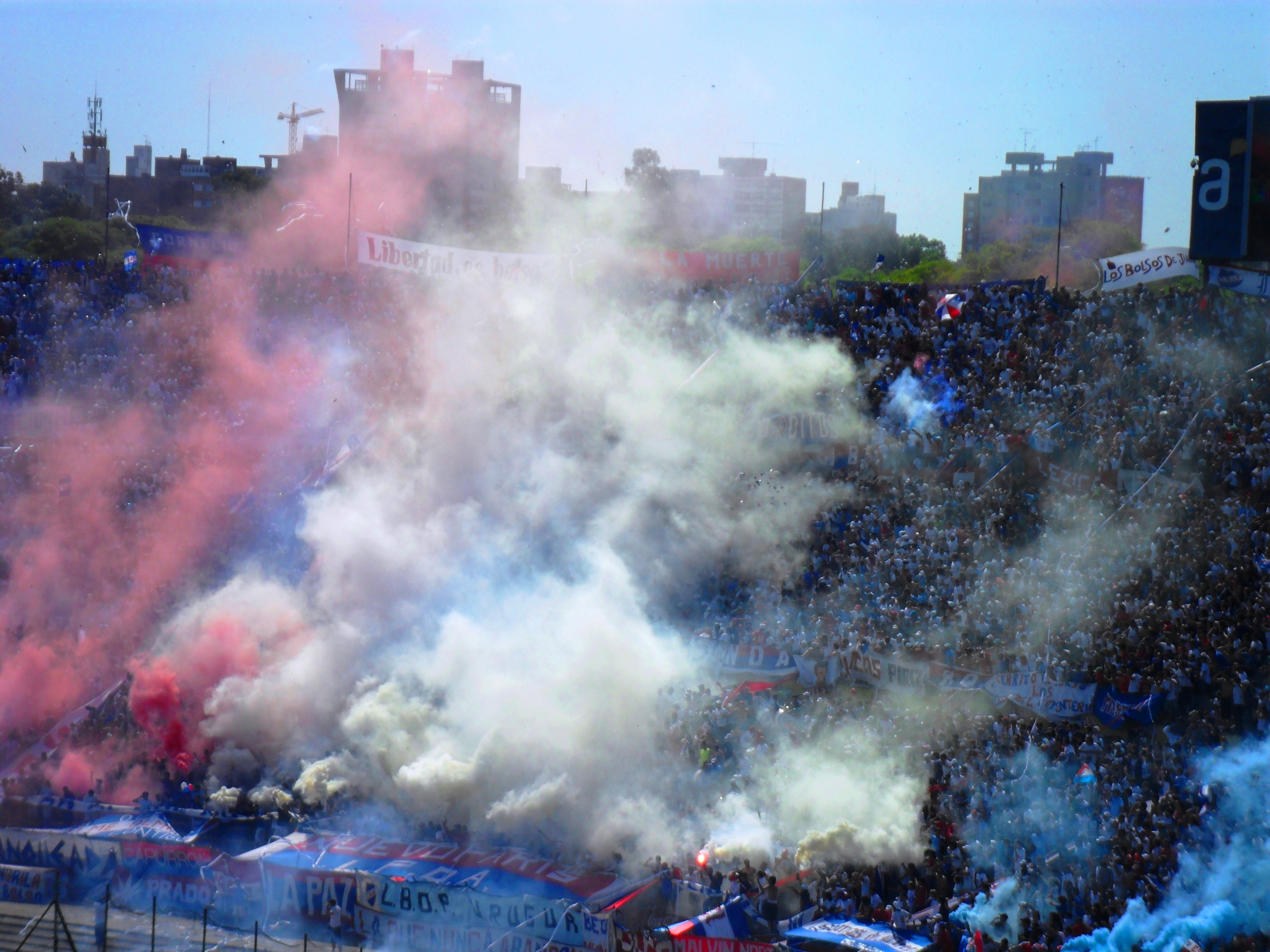
Supporters du Nacional.

Il est généralement considéré que le Nacional et le Peñarol partagent le pays en deux groupes de supporters à peu près égaux, dominants largement les autres clubs : en 1993, un sondage indique que 48 % des sondés supportent le Nacional, contre 41 % pour le Peñarol et seulement 7 % un autre club (le reste ne s'intéressant pas au football).
En mars 2010, le Nacional bat son record d'Uruguay du nombre de socios avec 29 563 abonnés (en 2013, 65 738 abonnés).
Le 4 avril 2013, les supporters déploieront le plus grand drapeau de monde au stade Centenario, dans le cadre du match de Copa Libertadores contre Toluca (Mexique). Le drapeau, réalisé à l'aide de l'apport de plus de 5 000 supporters qui ont tous leur nom écrit dessus, mesurera 600 × 50 mètres et pèsera plus de 2 tonnes. Il s'agit du record officiel mais surtout d'une initiative exclusivement menée par les supporters, sans l'apport du club ni d'aucun sponsor.

### Rivalité
Le principal rival du Nacional est l'autre grand club de la ville de Montevideo : le Club Atlético Peñarol. Leur duel est connu comme le « Clásico del fútbol uruguayo » (en français : « Classique du football uruguayen »), ou « el Super Clásico », d'autant qu'il décide souvent du vainqueur du championnat : les deux institutions en ont remporté 68 des 78 premières éditions (entre 1932 et 2010). Vainqueurs chacun de trois Coupes intercontinentales, le Peñarol et le Nacional sont respectivement aux premier et troisième rangs des clubs sud-américains dans le classement des meilleurs clubs de football du XXe siècle établi par l'IFFHS en 2004.
Si la première rencontre entre le Peñarol et le Nacional date officiellement du 14 décembre 1913 (2-2), le premier derby remonte au 15 juillet 1900 et s'achève sur une victoire 2-0 du CURCC, ancêtre du Peñarol, sur le Nacional. Le Peñarol est alors vu comme le club des immigrants, notamment ouvriers, tandis que le Nacional est le club des étudiants uruguayens nationalistes. Pendant la période d'amateurisme du championnat (jusqu'en 1932), le Nacional domine la scène nationale. Le Peñarol prend l'ascendant par la suite, en remportant davantage de championnats (37 titres de champion contre 31) et de trophées internationaux (cinq Copa Libertadores contre trois).
Entre 1900 et 2011, 504 rencontres entre les deux clubs sont enregistrées, achevées sur 181 victoires du CURCC-Peñarol et 162 victoires du Nacional. Le Nacional est tenant de la plus grande victoire de l'histoire du derby (6-0), en 1941. Longtemps uniquement sportif, le derby est devenu le théâtre d'incidents plus violents, que ce soit dans les tribunes ou sur le terrain, comme en novembre 2000 où les joueurs provoquent une bagarre générale. Neuf joueurs et l’entraîneur du Peñarol Julio Ribas sont condamnés à une semaine de prison.